# 石田大河
石田 大河（いしだ たいが、1997年10月1日 - ）は、日本出身のラグビーユニオン選手。2025年現在ジャパンラグビーリーグワンに参戦する浦安D-Rocksに所属している。

## プロフィール
- 熊本県阿蘇市出身。
- 幼少期は相撲
- 熊本ラグビースクールOB
- 九州学院高校ラグビー部OB
- ポジションはフルバック(FB)。
- 身長 176 cm、体重 88 kg
- ニックネームはイッシ―、ティガー。
- 兄の一貴もラグビー選手[1]。
- 7人制日本代表[2]

## 来歴
2016年、九州学院高校卒業後、日本体育大学に入学。
2019年、日本体育大学ラグビー部の主将に就任した。
2020年、日本体育大学卒業後、NTTコミュニケーションズシャイニングアークスに加入。
2021年2月20日にジャパンラグビートップリーグ第1節Honda HEAT戦に先発出場で公式戦初出場を果たす。
2022年7月、NTT再編に伴う新チーム浦安D-Rocks選手スコッドに選ばれた。
2024年、パリ2024五輪の7人制ラグビー日本代表内定選手に選ばれた。